# North Hero
North Hero è un comune degli Stati Uniti d'America, situato nello Stato del Vermont e in particolare nella contea di Grand Isle, della quale è il capoluogo.